# پرادانس د بوربا
پرادانس د بوربا (به اسپانیایی: Presencio) یک شهرستان در اسپانیا است.